# Paio Rodrigues
Paio Rodrigues (em castelhano: Pelayo Rodríguez; m.1007) foi um rico-homem e conde do Reino de Leão.  Em 992, com outros magnatas se rebelou contra o rei Bermudo II, mas depois foi perdoado e voltou a favor real.

## Biografia
Sua filiação não é confirmada em nenhum documento. Alguns historiadores opinam que foi membro da familia fundadora do Mosteiro de Lourenzá na Galiza, filho de Rodrigo Guterres e neto do conde Guterre Ozores e de Aldonça Mendes..  Outros consideram esta filiação improvável devido a nenhum de seus descendentes se chamar Guterre, que teria sido costume naquela época, e pensam que poderia ser o filho de um Rodrigo Fernandes e irmão do conde Munio Rodrigues.[a]  Aparece com certeza pela primeira vez em 8 de julho de 985 em uma doação ao Mosteiro de San Bento de Sahagún. Após essa data, figura freqüentemente na cúria régia até o 1 de fevereiro de 1007, data de sua última aparicão, provavelmente morrendo pouco depois.

## Matrimónio e descendência
Sua esposa foi Gotina Fernandes de Cea (m. depois de 1028), filha do conde Fernando Bermudes e da condessa Elvira Díaz e, por conseguinte, irmã de Jimena Fernandes, rainha de Pamplona e a mãe do rei Sancho Garcês III.. Os filhos deste casamento foram:
- Fernando Pais,[4] esposo da condessa Elvira Sanches, filha do conde Sancho Gomes de Saldanha e de Toda Garcia, esta última filha de Garcia Fernandes, conde de Castela e de Ava de Ribagorza;[5]

- Fronilde Pais, casada com Ordonho Bermudes, filho bastardo do rei Bermudo II. Deste matrimónio descendem os Ordonhes galegos.[3][6] Um dos filhos deste matrimónio foi o conde Sancho Ordonhes.[7]

- Elvira Pais, esposa do conde Fernando Flaínez,[3][8] os pais do vários filhos, incluindo o conde Diogo Fernandes de Oviedo o pai de Jimena Dias a esposa de O Cid.[9]

- Marina Pais.[10]